# Дарко Рундек
Дарко Рундек (хорв. Darko Rundek) (30 січня 1956, Загреб) хорватський рок-музикант, колишній вокаліст, гітарист та автор багатьох текстів загребського рок-гурту Haustor.

## Біографія

### Haustor
Гурт Haustor заснували у 1979 році Срджан Сахер (бас) і Дарко Рундек (гітара, вокал) з ударником Зораном Перішичем і гітаристом Озреном Штіглічем. Дамір Пріца (саксофон), Нікола Сантра (тромбон) і Зоран Вулетіч (клавішні) доповнили первинний склад групи. Група, на яку помітний вплив зробили регі, латиноамериканська та африканська музика, перебувала на вершині музичної сцени колишньої Югославії, неодноразово збираючи багатотисячну публіку на своїх концертах.
Група в 80-е випустила чотири студійні альбоми: Haustor в 1981-му, Treći Svijet (Третій світ) в 1984-му, Bolero в 1985-му і Tajni Grad (Секретне Місто) в 1988-му, три сингли: 'Moja prva ljubav '(Моя перша любов) в 1980-му,' Zima 'в 1981-му і' Radio 'в 1982-му. Концертний альбом Ulje je na vodi (Масло на воді) був записаний у 1982-му і побачив світ в 1995-му, також і 81 - '88 (The best of) вийшов у 1995-му.

### Сольна кар'єра
Дарко Рундек почав свою сольну кар'єру в 1995 році з хорватського музичного фестивалю Fiju Briju перед публікою 10 000 осіб, на якому представив новий музичний матеріал, призначений для подальших гастролей по Хорватії.
За значної підтримки записувального лейбла Jabukaton, альбом Apokalipso (Апокаліпсис + Каліпсо) був записаний у 1997-му з безліччю музичних інструментів і виконавців. Стилістично альбом вийшов дуже строкатим, іронічно й поетично оглядав посткомуністичну епоху. Apokalipso став музичною подією 1997 року в Хорватії. Він отримав 5 нагород Porin (пісня року, хіт року, найкращий чоловічий виконавець, найкращий відеокліп, найкраще вокальне співробітництво) і 4 нагороди Black Cat (пісня року для Apokalipso, найкращий рок-співак, найкраща рок-співпраця, найкращий відеокліп).
Альбом U širokom svijetu (В широкому світі) більше тяжів до фольклорного впливу. Мандоліна, волинки та сопілки надали еклектики стилю пісень. В цілому звук альбому був більш акустичним, атмосфера інтимніша і спрямованіша вглиб. Записав альбом колектив, ставши стабільнішим за складом, провів низку турне Хорватією та країнами колишньої Югославії.
Альбом Ruke (Руки) виріс з прагнення підібрати ідеї для співпраці з іншими музикантами за допомогою широкої імпровізації. Ізабель, Джані Перван, Душан Враніч і Ведран Петернел почали роботу над новими піснями Дарко Рундека. Приналежна Ізабель млин у французькій Бургундії, з її колекцією екзотичних інструментів, забезпечила найкращі умови для роботи над альбомом. Через рік альбом був записаний і одночасно вийшов у видавництвах Menart в Хорватії та Metropolis в Сербії. Авторство деяких пісень розділили з Рундеком інші члени групи. В ході турне з просування нового альбому, група була доповнена ще трьома музикантами і остаточно перетворилася на Darko Rundek & Cargo Orkestar.

### Darko Rundek & Cargo Orkestar/Rundek Cargo Trio
Проєкт спочатку виник з авторських пісень Дарко Рундека, багатих змістом і зоровими образами. Музиканти з нового колективу згуртували музичну традицію з відкритістю до впливу різних музичних напрямів: балканської, центральноєвропейської та середземноморської музики, регі, латиноамериканських, східних і африканських мотивів.
Ізабель (скрипалька зі Швейцарії), Джані Перван (ударник), Душан Враніч (піаніст), Ведран Петернел (звуковий дизайнер) і Дарко провели десятиденну імпровізаційну сесію на перебудованій водяному млині Ізабель на околиці бургундські села. Коли музиканти, нарешті, склали свої інструменти, у них вже була основа для альбому Ruke (що засвідчила камера Біляна Тутори, відеопокази якої стали особливістю концертів Cargo Orkestar). Трубач Ігор Павліца (давній приятель Рундека по Haustor-у і сольного періоду), Еммануель Ферраз (тромбоніст) та басист Бруно Арна приєдналися до Cargo Orkestar в ході промотуру в 2002-му.
У 2004 альбом Ruke випустило берлінське видавництво Piranha Musik і він потрапив у продаж у 25 країнах. Концертний альбом Zagrebacka magla (Загребський туман) вийшов у 2004-му під лейблом Menart-Zagreb, а альбом Mhm A-Ha Oh Yeah Da-Da вийшов у 2006-му на лейблі Piranha. Альбом Plavi avion (Блакитний літак) вийшов на лейбліMenart-Zagreb в 2010 році.
В цей час колектив Дарко Рундека виступає в скороченому форматі Rundek Cargo Trio зі скрипалькою Ізабель і музикантом-універсалом Душаном Вранічем. На своїх концертах Rundek Cargo Trio поєднує нові і старі твори з багатого репертуару Рундека, підтримуючи в залі атмосферу інтриги і непередбачуваності. Неформальна атмосфера і відкритість до контакту з публікою відрізняють виступи колективу, як в малих концертних залах, так і на великих стадіонах.

### Театр, кіно і радіо
В 1982-му Дарко Рундек отримав диплом театрального режисера в Академії драматичного мистецтва в Загребі. Його дипломною роботою була постановка America Hurrah! за твором драматурга Жана-Клода ван Італі. Рундек поставив кілька п'єс, виступивши в деяких з них і як актора. Проте головний внесок Рундека в театрі - вклад композитора, який написав понад 30 творів, як для дитячого театру, так і для великих міжнародних постановок.
Дарко Рундек написав і продюсував велике число музичних творів для кінематографа, де також іноді виступав як актор. За роль Хермана у фільмі Бургерхофа Ruševine здобув нагороду як найкращий актор чоловік в Словенії.
У період з 1982-го по 1991-й роки Дарко Рундек виступив режисером близько 50 радіопостановок та документальних програм для відділу драми радіо Загреба, для якого він також писав і музику. Деякі з постановок представляли радіо Загреб на різних міжнародних фестивалях: Prix Italia, Premios Ondas and Prix Futura.